# Denis Law
Denis Law (Aberdeen, 24 de febrero de 1940-Aberdeen, 17 de enero de 2025) fue un futbolista escocés muy popular en los años 1960. Jugaba de delantero y su primer equipo fue Huddersfield Town.

## Biografía
Denis Law era jugador del Huddersfield Town perteneciente a la segunda división. El Manchester City lo fichó por un total de 55.000 libras, estableciendo así un nuevo récord inglés. Debutó el 19 de marzo de 1956 contra el Leeds United en un partido que perdieron por 4-3. En este club marcó un total de 21 goles en 44 partidos y solo permaneció un año pues recibió una oferta del Torino F.C..
Fichó por el Torino en el verano de 1961 por la cantidad de 110.000 libras, y así, su fichaje volvió a batir un récord en transferencia de un jugador británico a un equipo italiano. A Law, no le gustó mucho el sistema del juego y le costó mucho adaptarse. El sistema más popular de aquella época era el catenaccio, y a los delanteros les costaba mucho marcar goles. El 7 de febrero se lesionó en un accidente de coche, pero sus lesiones no eran muy graves. En este club permaneció solamente un año, pues decidió aceptar una oferta del Manchester United.
Cuando fue transferido al Manchester United en 1962, su fichaje de 115.000 libras, volvió a batir el récord de transferencia inglesa. Debutó con el club el 18 de agosto de 1962 contra el West Bromwich Albion, marcando un gol a los siete minutos, aunque el partido acabó con empate a dos. En esta etapa, él se casaría con su actual esposa, Diana, el 11 de diciembre de 1962. 
En la temporada 1964-65, le otorgaron el Balón de Oro y el Manchester United ganó su primer título de liga después del Desastre aéreo de Múnich. Además en esa misma temporada, Law había marcado 28 goles, siendo el máximo goleador de la temporada. Formó la llamada "Santísima Trinidad", que era la delantera de aquel Manchester y en la que le acompañaban el inglés Bobby Charlton y el norirlandés George Best. Aquí se mantuvo 11 años.
En la siguiente temporada, Law se lesionó de la rodilla derecha en un partido con Escocia contra Polonia el 21 de octubre de 1965. Esta lesión le obligó a pasar por el quirófano y le dejó molestias para el resto de su carrera. 
En la temporada 1967-68 ganó la Copa de Europa por primera vez. Una lesión le impidió disputar la semifinal y la final de este campeonato.
En el verano de 1973, Law quedó libre y volvió al Manchester City, esa sería su última temporada como profesional y un amargo destino le esperaba en la última jornada de ese campeonato 1973-74. En dicho encuentro se enfrentaban el City y el United (el club donde había sido un ídolo cosechando fama y gloria y donde militaban sus amigos y compañeros durante once años), los diablos rojos se encontraban en una delicada situación en la tabla y necesitaban puntuar para no descender, en los últimos minutos de partido un balón cruzó el área pequeña del United y Law con un elegante taconazo introdujo el balón en la portería, significó el 1-0, victoria para el City y descenso del United a la segunda división, Law por respeto y tristeza hacia quienes habían sido sus compañeros y afición durante tantos años no celebró el gol y su largo caminar con la cabeza agachada desde la portería del United hasta el centro del campo es una de las imágenes más recordadas del fútbol inglés.
Esa temporada disputó con el Manchester City la final de la Copa de Liga que perdió el equipo por 2-1 contra el Wolves.
Se retiró del fútbol profesional en el verano de 1974.
Falleció el 17 de enero de 2025 a los 84 años, tras habérsele diagnosticado Alzheimer y demencia vascular cuatro años antes.

## Selección nacional
El 15 de abril de 1967, marcó un gol en la famosa victoria por 3-2 de Escocia contra Inglaterra.
La selección de fútbol de Escocia alcanzó la fase final del Mundial de Alemania 74. Jugó el primer partido de la primera fase contra Zaire. El no marcó, pero Escocia ganó 2-0. Después jugó el partido contra Brasil y se quedó sin jugar en el partido contra Yugoslavia. No se clasificaron para la siguiente fase.
Ha sido internacional con la selección de fútbol de Escocia en 55 ocasiones y marcó un total de 30 goles. Es el máximo artillero de la historia de su selección junto con Kenny Dalglish.
Está incluido en el Salón de la Fama de Fútbol Escocés.

### Participaciones en Copas del Mundo
| Mundial                        | Selección | Resultado    |
| ------------------------------ | --------- | ------------ |
| Copa Mundial de Fútbol de 1974 | Escocia   | Primera fase |

## Clubes
| Club              | País       | Año         |
| ----------------- | ---------- | ----------- |
| Huddersfield      | Inglaterra | 1956 - 1959 |
| Manchester City   | Inglaterra | 1960 - 1961 |
| Torino            | Italia     | 1961 - 1962 |
| Manchester United | Inglaterra | 1962 - 1973 |
| Manchester City   | Inglaterra | 1973 - 1974 |

## Palmarés

### Torneos nacionales
| Título           | Equipo            | País       | Año     |
| ---------------- | ----------------- | ---------- | ------- |
| FA Cup           | Manchester United | Inglaterra | 1962-63 |
| First Division   | Manchester United | Inglaterra | 1964-65 |
| Community Shield | Manchester United | Inglaterra | 1965    |
| First Division   | Manchester United | Inglaterra | 1966-67 |
| Community Shield | Manchester United | Inglaterra | 1967    |

### Torneos internacionales
| Título         | Equipo (*)        | Sede    | Año     |
| -------------- | ----------------- | ------- | ------- |
| Copa de Europa | Manchester United | Londres | 1967-68 |

(*) Incluyendo la selección

### Distinciones individuales
| Distinción                                     | Año  |
| ---------------------------------------------- | ---- |
| Balón de Oro                                   | 1964 |
| Máximo goleador de la Copa de Europa (9 goles) | 1969 |